# Antoine-Louis Barye
Antoine-Louis Barye (Parigi, 24 settembre 1796 – Parigi, 25 giugno 1875) è stato uno scultore francese celebre per la sua specializzazione nella rappresentazione di animali.

## Biografia
Barye iniziò la sua carriera come orafo, come molti scultori del periodo romantico. Dopo aver studiato con lo scultore Francois-Joseph Bosio ed il pittore Baron Antoine-Jean Gros, nel 1818 venne ammesso alla École des Beaux-Arts. Ma soltanto nel 1823, mentre lavorava per Fauconnier, l'orafo, scoprì la sua vera predilezione guardando gli animali al Jardin des Plantes. Ed iniziò a fare vigorosi studi di disegno a matita comparabili a quelli di Delacroix, riproducendoli poi in sculture su piccola e grande scala.
Antoine-Louis Barye, è il padre e il Maestro di Alfred Barye, detto "Le Fils" (1839-1882), che diverrà anche lui uno scultore di grande fama internazionale, lavorando talvolta in coppia con lo scultore francese Emile Guillemin, molto nota è la loro opera "Il guerriero arabo a cavallo".
Nel 1831 espose la sua Tigre divorante un coccodrillo e nel 1832 aveva acquistato padronanza di uno stile tutto suo nell'opera Leone e serpente. Da allora in poi Barye, anche se impegnato in una lotta perpetua con se stesso, espose anno dopo anno mirabili studi di gruppi di animali, che lo rivelarono come ispirato da uno spirito di romanticismo vero, come nel suo Ruggero e Angelica sull'ippogrifo (1840), tratto da un episodio dell'Orlando furioso, e una sensibilità per la bellezza delle cose antiche, come in Teseo e il Minotauro (1847), Lapiti e il Centauro (1848) e numerose opere minori ora molto apprezzate.
Barye fu altrettanto stimato per le sue sculture su piccola scala, ed eccelse nella rappresentazione degli animali nei loro più naturali atteggiamenti. Fra le sue opere di grandi dimensioni si ricorda il Leone della colonna di luglio di cui il modello in gesso venne fuso nel 1839, leoni e tigri nei giardini delle Tuileries, e i quattro gruppi Guerra, Pace, Forza e Ordine (1854).
Nel 1852 fuse il suo bronzo Il giaguaro che divora una lepre. La fama lo raggiunse tardi nella sua carriera di scultore. Divenne professore di disegno al Muséum national d'histoire naturelle nel 1854, e venne eletto all'Académie des beaux-arts nel 1868. Non produsse più alcuna opera dal 1869.
La massa di lavori ammirevoli lasciati da Barye gli dà diritto ad essere considerato come uno dei grandi artisti, che si dedicarono alla rappresentazione di animali, della scuola francese, e il capofila di un genere di arte che attirò uomini come Emmanuel Fremiet, Peter, Caino e Georges Gardet.
La sua opera Foresta di Fontainebleau è conservata alla National Gallery di Londra.

## Bibliografia

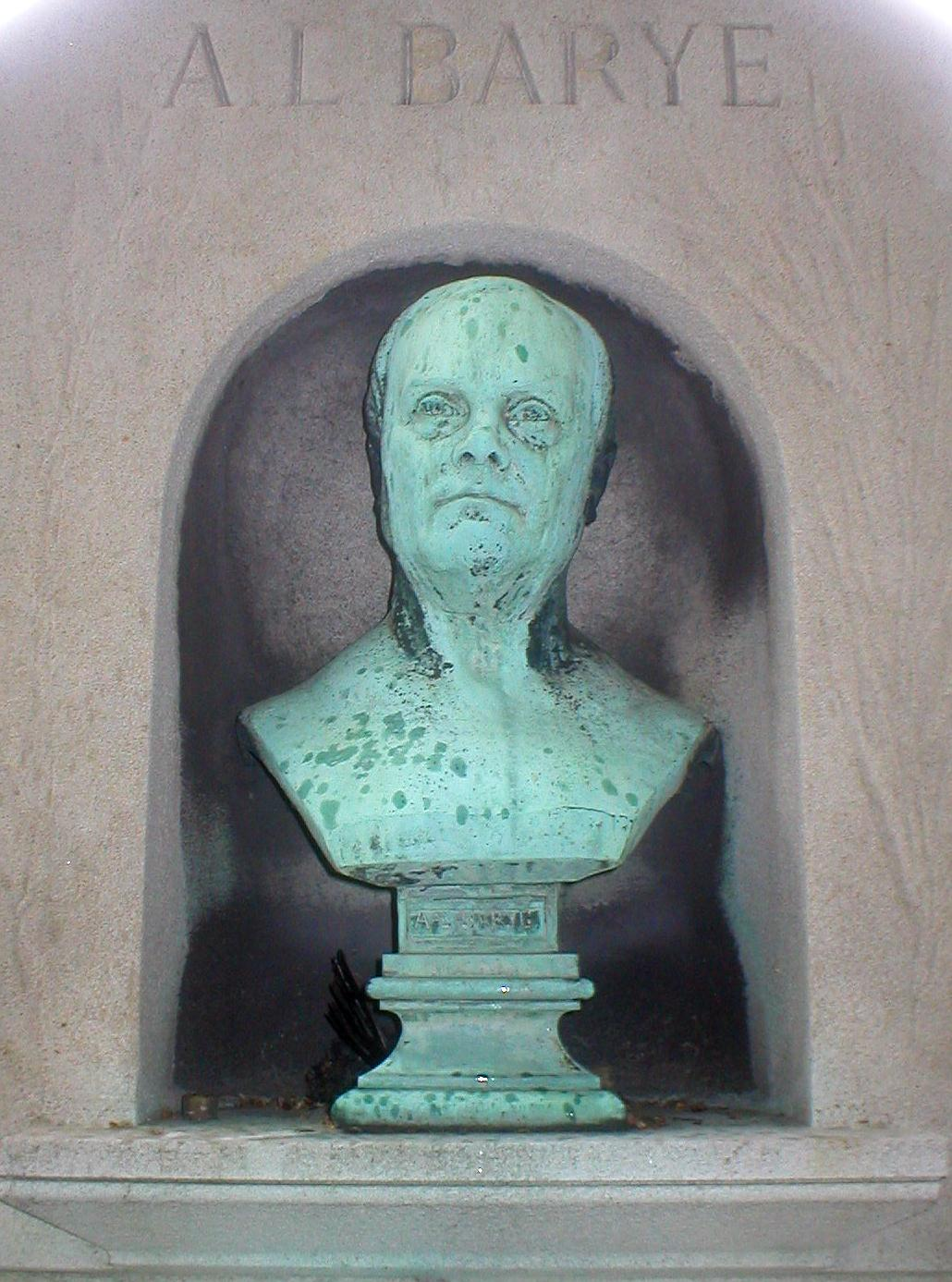
Tomba e busto di Antoine-Louis Barye al cimitero di Père-Lachaise

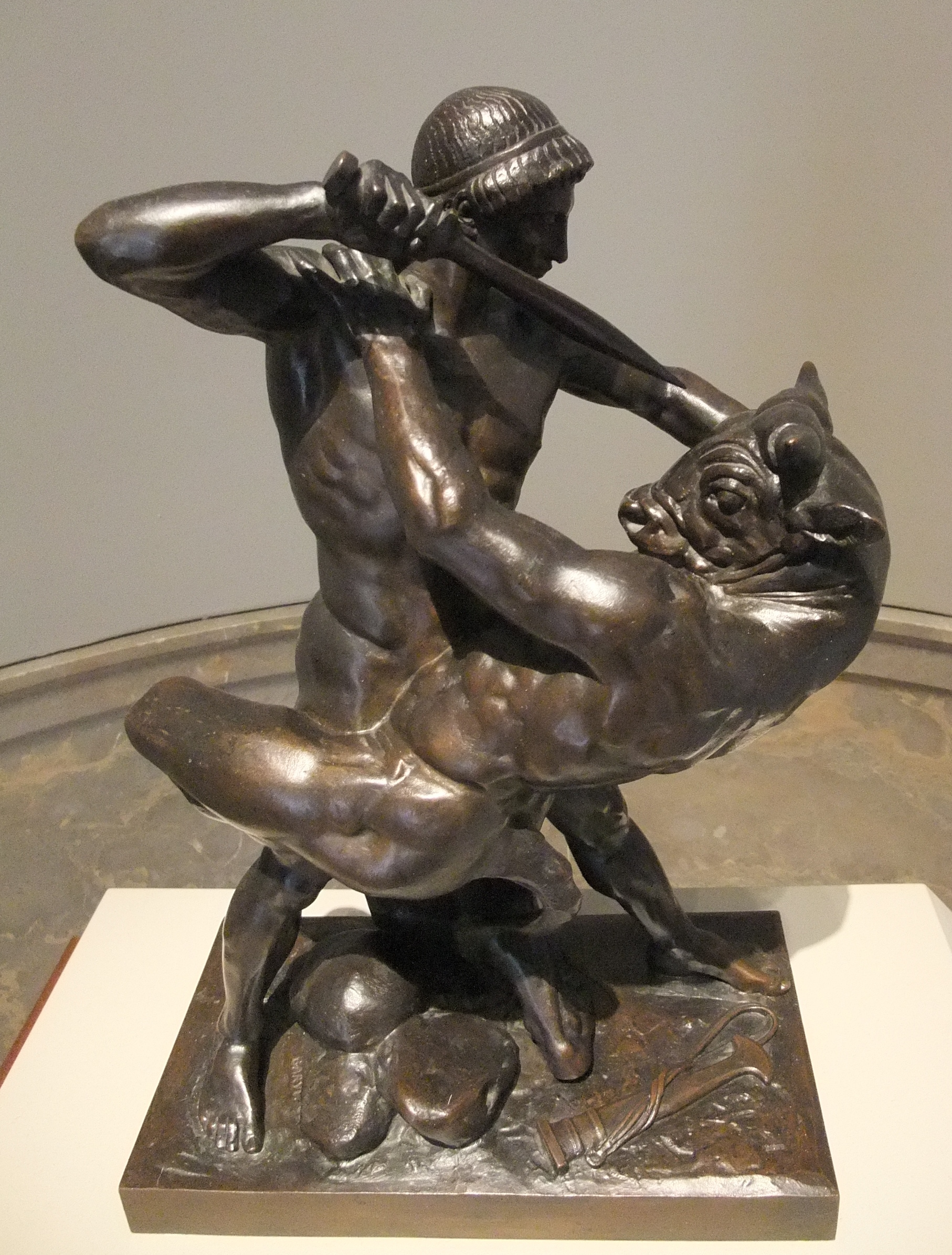
Teseo e il Minotauro, 1843 (Baltimore Museum of Art)